# The Love of Loti San
The Love of Loti San è un cortometraggio muto del 1915 diretto da Lloyd B. Carleton.

## Produzione
Il film fu prodotto dalla Selig Polyscope Company.

## Distribuzione
Distribuito dalla General Film Company, il film - un cortometraggio in tre bobine - uscì nelle sale cinematografiche statunitensi il 2 dicembre 1915.